# Geopsammodius relictillus
Geopsammodius relictillus är en skalbaggsart som beskrevs av Mark Deyrup och Robert E. Woodruff 1991. Geopsammodius relictillus ingår i släktet Geopsammodius och familjen Aphodiidae. Inga underarter finns listade i Catalogue of Life.